# وحید طاهری
وحید طاهری (زاده: ۱۳۵۴ ولسوالی کرخ، ولایت هرات) سیاست‌مدار افغانستانی و نماینده مردم هرات در دوره پانزدهم مجلس نمایندگان افغانستان است.

## زندگی‌نامه
وحید طاهری متولد ۱۳۵۴ از ولسوالی کرخ ولایت هرات افغانستان است. وی دارای مدرک تحصیلی بکلوریا (دیپلم) است.

## دیگر فعالیت‌ها
- معلم.[۱]